# Kagyü
| Tibetische Bezeichnung                      |
| ------------------------------------------- |
| Tibetische Schrift: བཀའ་བརྒྱུད                 |
| Wylie-Transliteration: bka’ brgyud          |
| Aussprache in IPA: [kacy]                   |
| Offizielle Transkription der VRCh: Gagyü    |
| THDL-Transkription: Kagyü                   |
| Andere Schreibweisen: Kagyu, Kargyu, Kargyü |
| Chinesische Bezeichnung                     |
| Traditionell: 白教、噶舉派                  |
| Vereinfacht: 白教、噶举派                   |
| Pinyin:Báijiào, Gájǔpài                     |

Kagyü ist neben Nyingma, Sakya und Gelug eine der großen Schultraditionen des tibetischen Buddhismus.

## Entstehung
Die Kagyü-Schulen des tibetischen Buddhismus gehen auf Marpa den Übersetzer (1012–1097) zurück, der die Mahamudra-Übertragungslinie von Tilopa (988–1069) und Naropa (1016–1100) weiterführte. Er ist einer der großen Übersetzer, die die Tradition der Neuen Übersetzungen (Sarma) begründete. Zu den Sarma-Schulen der neuen Übersetzungsperiode zählen heute die Kagyü-, Sakya- und die Gelug-Schule, im Gegensatz zu den Alten Übersetzungen aus dem 9. Jahrhundert, aus denen sich die Tradition der Alten Übersetzungen (Nyingma) entwickelte.

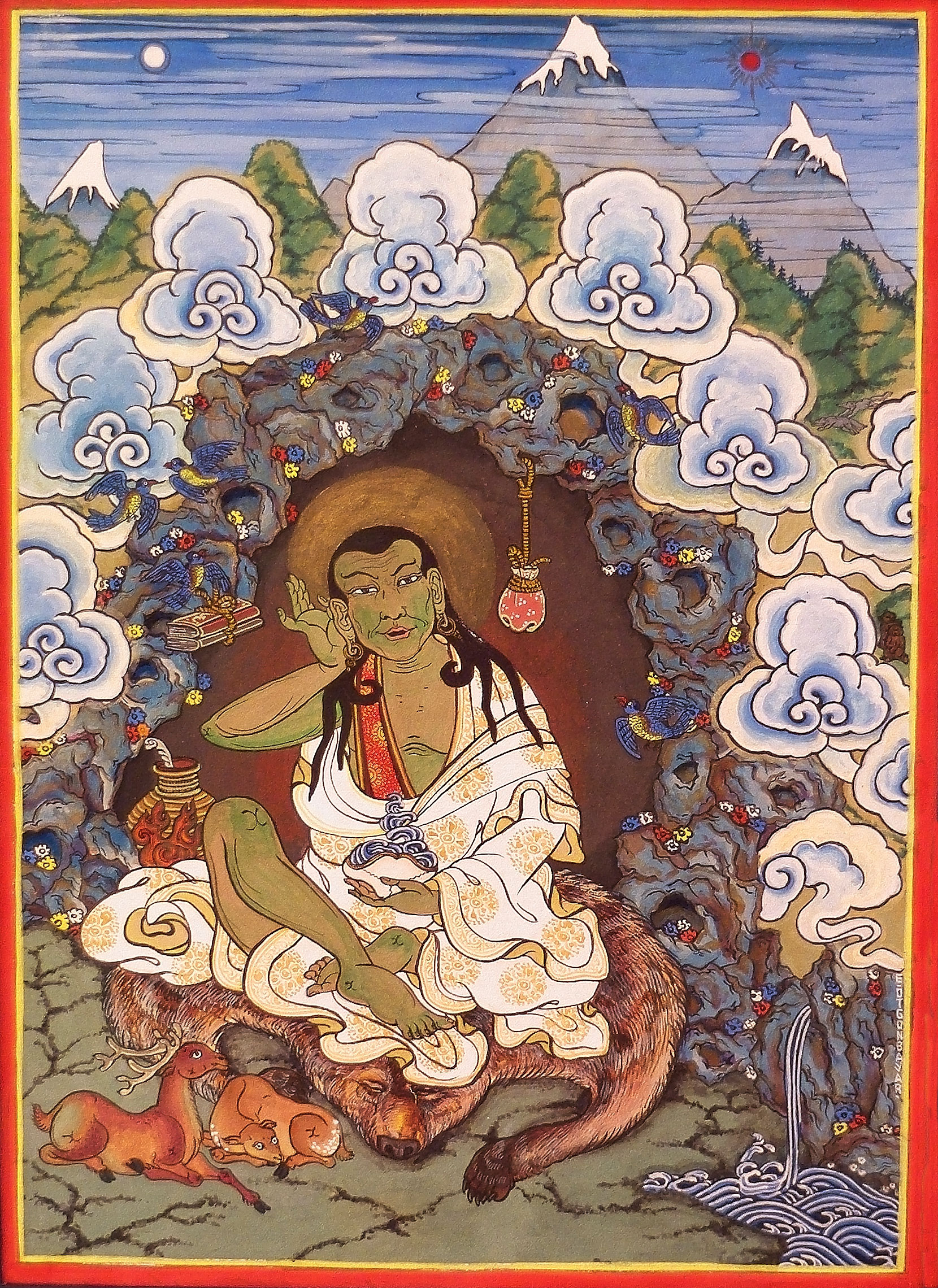
Milarepa, Tempera auf Baumwolle, 21 × 30 cm, Otgonbayar Ershuu

 Marpas Hauptschüler war der in Tibet wegen seiner entbehrungsreichen Lehrzeit und seiner spirituellen Gesänge weithin bekannte Yogi Milarepa (1042–1123). Milarepas wichtigste Schüler waren der spätere Tertön Rechung Dorje Dragpa (Rechungpa) (1084–1161), der die Lebensgeschichte Milarepas überlieferte, und der Mönch Gampopa (1079–1153) aus Dagpo. Gampopa wurde wegen seiner Gelehrsamkeit berühmt. Auch im Westen ist sein Werk zum Stufenweg (Lamrim) „Juwelenschmuck der Befreiung“ bekannt. Er begründete die für die Kagyü-Schulen typische Form der Belehrung, indem er die klösterliche Tradition der früheren Kadampa und die Yogi-Tradition der indischen Meister miteinander verschmelzen ließ.

## Schulen der Kagyü-Tradition

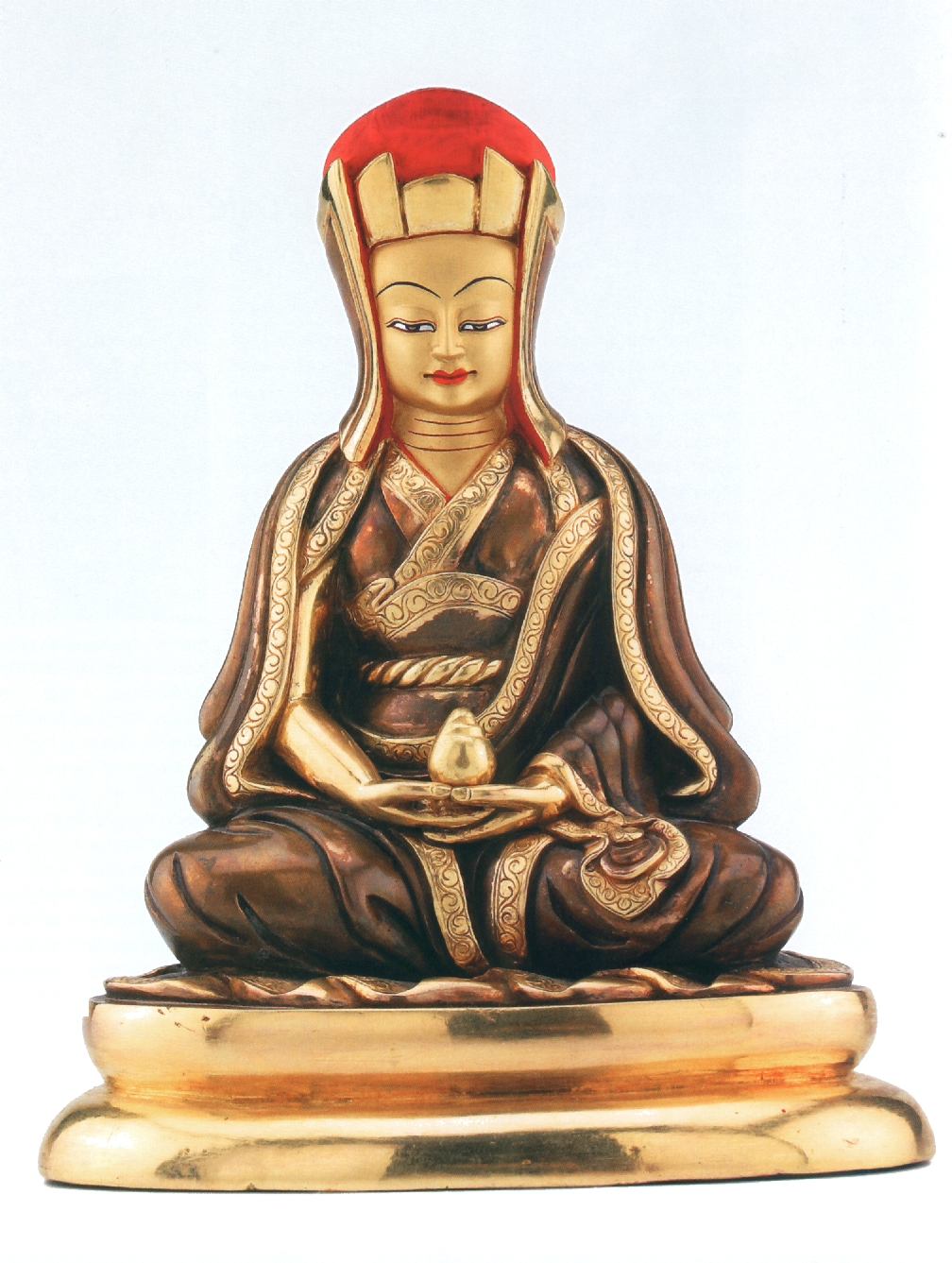
Gampopa Dagpo Lhaje, auf ihn gehen die großen und kleinen Kagyü-Schulen zurück

Die Schulen der Kagyü-Tradition teilen sich traditionell in die „vier großen“ und „acht kleinen“ Kagyü-Schulen auf. Daneben gibt es aber noch weitere der Kagyü-Schulrichtung nahestehende Linien sowie Zweiglinien, die aus den Kagyü-Traditionen hervorgegangen sind.
Die vier großen Kagyü-Schulen:
Gampopa Dagpo Lhaje hatte vier Hauptschüler, die in der Folgezeit vier Schulen gründeten.
Zu diesen Schulen zählen:
1. Barom-Kagyü (tib.:  'ba' rom bka' brgyud): gegründet von Barom Darma Wangchug (tib.:  'ba' rom pa dar ma dbang phyug), auch Gründer des Barom-Klosters in der nördlichen Region von Latö.
2. Phagdru-Kagyü (tib.: phag gru bka' brgyud): gegründet von Phagmo Drupa Dorje Gyelpo (tib.: phag mo gru pa rdo rje rgyal po; 1110–1170), auch Gründer des Klosters Densa Thil in Phagmodru.
3. Karma-Kagyü (tib.: kar ma bka' brgyud, auch Kamtshang-Kagyü (tib.: kam tshang bka' brgyud) genannt): gegründet vom 1. Karmapa Je Düsum Khyenpa (1110–1193), auch Gründer des Klosters Karma Densa nördlich von Qamdo.
4. Tshelpa-Kagyü (tib.: tshal pa bka' brgyud): gegründet von Lama Shang (bla ma zhang; Zhang 'Gro-ba'i-mgon-po; 1123–1193), auch Gründer der Klöster Tshelpa (Yanggön) und Tshel Gungthang.

Die acht kleinen Kagyü-Schulen:
Von Gampopas Schüler Phagmo Drupa Dorje Gyelpo (1110–1170) gehen acht weitere, die sogenannten „kleinen“ Kagyü-Schulen aus. Sie werden historisch zwar als „kleine“ Schulen bezeichnet, einige von ihnen wurden zwischenzeitlich aber bedeutender als manche von den großen Kagyü-Schulen.
Die acht kleinen Kagyü-Schulen sind:
1. Drigung-Kagyü (tib.: 'bri gung bka' brgyud): gegründet von Jigten Gönpo (tib.:  'jig rten mgon po; 1143–1217).
2. Drugpa-Kagyü (tib.:  'brug pa bka' brgyud): gegründet von Lingrepa Pema Dorje (tib.: gling ras pa pad ma rdo rje; 1128–1188) und seinem Schüler Tsangpa Gyare (tib.: gtsang pa rgya ras; 1161–1211).
3. Shugseb-Kagyü (tib.: shug gseb bka' brgyud): gegründet von Gyergom Tshülthrim Sengge (1144–1204), der 1181 auch das Shugsen-Kloster gründete.
4. Throphu-Kagyü (tib.: khro phu bka' brgyud): gegründet von Rinpoche Gyatsa, Neffe und Schüler des Phagmo Drupa und dessen Schüler Throphu Lotsawa Champa Pel (1173–1225), der auch das Throphu-Kloster in Tsang gründete.
5. Taglung-Kagyü (tib.: stag lungs bka' brgyud): gegründet von Taglung Thangpa Trashi Pel (tib.: stag lung thang pa bkra shis dpal; 1142–1210).
6. Marpa-Kagyü (tib.: smar pa bka' brgyud) bzw. Martshang-Kagyü (tib.: smar tshang bka' brgyud): gegründet von Marpa Drubthob Sherab Yeshe (tib.: smar pa grub thob shes rab ye shes) auch Gründer des Sho-Klosters in Kham.
7. Yasang-Kagyü (tib.: g.ya' bzang bka' brgyud): gegründet von Sarawa Kelden Yeshe Sengge († 1207).
8. Yelpa-Kagyü (tib.: yel pa bka' brgyud): gegründet von Yelpa Drubthop Yeshe Tsegpa (Lebensdaten ungewiss), auch Gründer der Klöster von Yelphug.

Von diesen Kagyü-Linien sind nur noch wenige als eigenständige Schulen erhalten geblieben.
Weitere Schulen im Zusammenhang mit der Kagyü-Tradition:
- Von Rechungpa, neben Gampopa Hauptschüler von Milarepa, geht eine eigenständige, stark yogisch ausgerichtete Übertragungslinie im Rahmen der Kagyü-Schultradition aus.

- Shangpa-Kagyü (tib.: shangs pa bka' brgyud): ist der Name einer weiteren Linie, die der Kagyü-Tradition von Marpa in ihren Lehren nahesteht. Diese Schule ist in ihren Ursprüngen aber eigenständig und nicht aus der Übertragung Marpas hervorgegangen. Heute existiert sie nur als Bestandteil anderer Schulen.

- Dagpo-Kagyü (tib.: dwags po bka' brgyud): wird zum einen als Sammelbezeichnung für die vier großen Kagyü-Schulen benutzt, zum anderen bezeichnet „Dagpo-Kagyü“ eine wohl nur in Teilen eigenständige Linie, die von einem Onkel und den Neffen von Gampopa ausgeht.

### Lehren
Die Hauptübertragung der Kagyü-Schulen ist die Lehre des Mahamudra, die von Naropa an Marpa übermittelt und von Gampopa in verschiedenen Werken dargelegt wurde. Auch die sogenannten „Sechs Yogas von Naropa“, die nahezu in allen Schultraditionen des tibetischen Buddhismus zu finden sind, haben in den Kagyü-Schulen große Bedeutung.
Wichtige tantrische Praktiken, die in den Kagyü-Schulen weitergeben werden, sind die Yidampraxis über Chakrasamvara, Hevajra und Vajravarahi.

## Rime
Im 19. Jahrhundert entstand unter dem aus der Kagyü-Linie stammenden Meister Jamgön Kongtrül Lodrö Thaye und anderen die sogenannte „Rime-Bewegung“, die gruppenübergreifende Lehren aus allen Gegenden Tibets und von Meistern aller Traditionen sammelte.

## Verbreitung
Im Jahr 1958 hatte die Kagyü-Schule 103 Klöster und rund 9600 Mönche. Ende 1995 waren es 105 Klöster und 3643 Mönche.
Neben dem ursprünglichen tibeto-mongolischen Verbreitungsgebiet sind Kagyü-Schulen auch in Europa und Amerika sowie Teilen Nordasiens zu finden. In Europa sind einige Schulen der Kagyü-Tradition auch in Deutschland, Österreich und der Schweiz zu finden.